# Proboscidactyla abyssicola
Proboscidactyla abyssicola är en nässeldjursart som beskrevs av Uchida 1947. Proboscidactyla abyssicola ingår i släktet Proboscidactyla och familjen Proboscidactylidae. Inga underarter finns listade i Catalogue of Life.